# Beetlejuice Beetlejuice

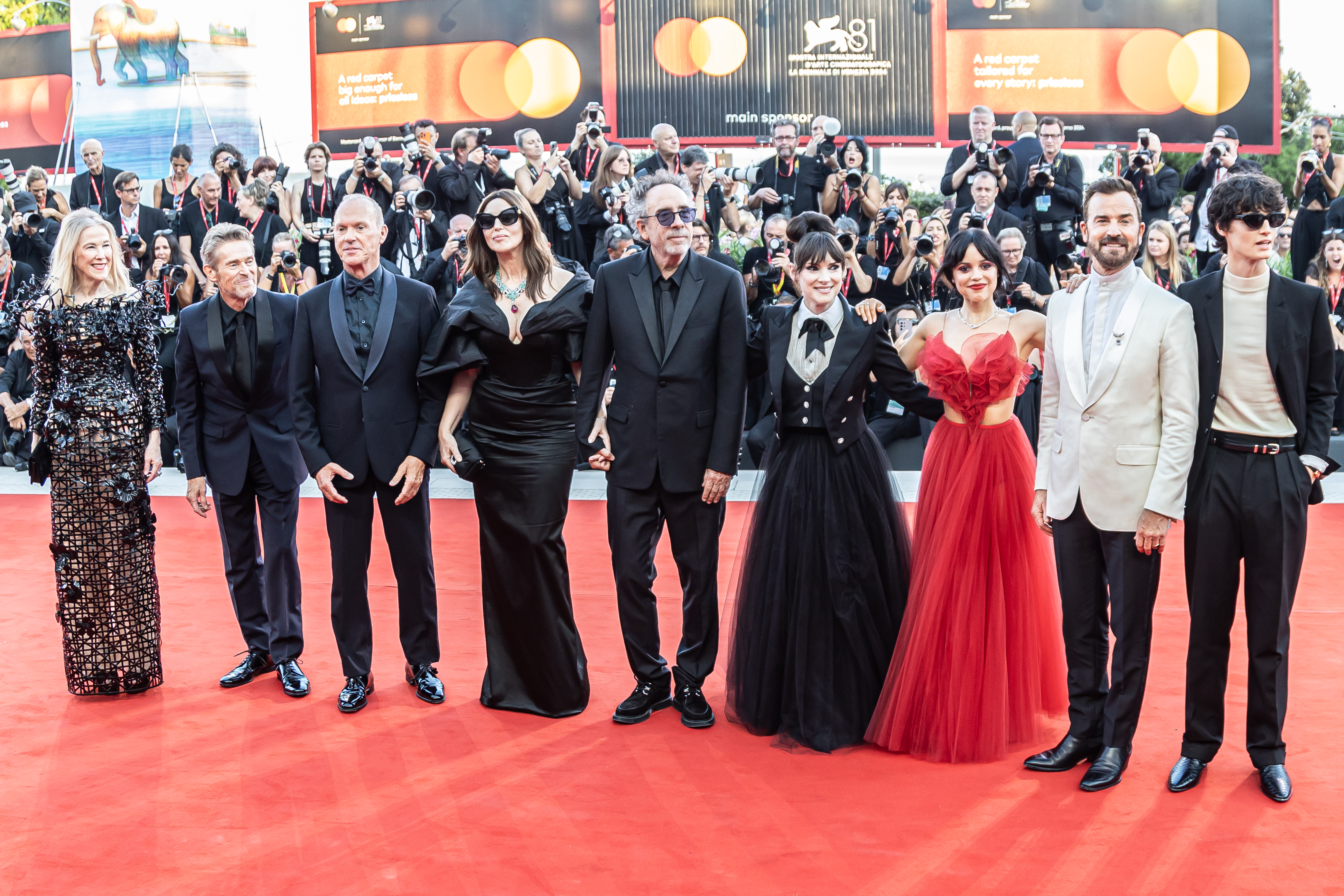
El repartiment i l'equip de Beetlejuice Beetlejuice al 81è Festival Internacional de Cinema de Venècia.

Beetlejuice Beetlejuice és una pel·lícula de comèdia de terror fantàstica estatunidenca dirigida per Tim Burton a partir d'un guió d'Alfred Gough i Miles Millar, basada en una història dels mateixos Gough, Millar i de Seth Grahame-Smith. Es tracta d'una seqüela de Beetlejuice (1988). És protagonitzada per Michael Keaton, Winona Ryder i Catherine O'Hara que repeteixen els seus papers al costat dels nous membres del repartiment Jenna Ortega, Justin Theroux, Monica Bellucci, Arthur Conti i Willem Dafoe.
L'obra es presentà el 28 d'agost de 2024 al Festival Internacional de Cinema de Venècia de 2024 i Warner Bros. Pictures l'estrenà als cinemes el 6 de setembre de 2024 amb doblatge en català.